# Велоспорт на летних Олимпийских играх 1908
Соревнования по велоспорту на IV летних Олимпийских играх прошли с 13 по 18 июля. Впервые прошли состязания по командной гонке преследования. Были также проведены заезды на тандемах и различных дисциплинах на расстояния. Во многих гонках был установлен лимит времени, за превышение которого гонка отменялась и не устраивалась заново. 97 спортсменов из 11 стран соревновались за семь комплектов медалей.

## Медали

### Общий медальный зачёт
(Жирным выделено самое большое количество медалей в своей категории; принимающая страна также выделена)
| Общее количество медалей |                |        |         |        |       |
| Место                    | Страна         | Золото | Серебро | Бронза | Всего |
| 1                        | Великобритания | 5      | 3       | 1      | 9     |
| 2                        | Франция        | 1      | 2       | 2      | 5     |
| 3                        | Германия       | 0      | 1       | 1      | 2     |
| 4                        | Бельгия        | 0      | 0       | 1      | 1     |
| 4                        | Канада         | 0      | 0       | 1      | 1     |

### Медалисты
| Дисциплина                    | Золото                                                                            | Серебро                                                             | Бронза                                                                      |
| 660 ярдов                     | Виктор Джонсон Великобритания                                                     | Эмиль Деманжель Франция                                             | Карл Ноймер Германия                                                        |
| 5000 метров                   | Бенджамин Джонс Великобритания                                                    | Морис Шиль Франция                                                  | Андре Офре Франция                                                          |
| 20 километров                 | Кларенс Кингсбёри Великобритания                                                  | Бенджамин Джонс Великобритания                                      | Жозеф Вербрук Бельгия                                                       |
| 100 километров                | Чарльз Бартлетт Великобритания                                                    | Чарльз Денни Великобритания                                         | Октав Лапиз Франция                                                         |
| Спринт                        | —                                                                                 | —                                                                   | —                                                                           |
| Тандем                        | Франция Андре Офре, Морис Шиль                                                    | Великобритания Гораций Джонсон, Фредерик Хэмлин                     | Великобритания Колин Брукс, Уолтер Айсэкс                                   |
| Командная гонка преследования | Великобритания Бенджамин Джонс · Кларенс Кингсбёри · Леонард Мередит · Эрнст Пэйн | Германия Макс Гётце · Рудольф Катцер · Герман Мартенс · Карл Ноймер | Канада Уильям Андерсон · Фредерик Мак-Карти · Уильям Мортон · Уолтер Эндрюс |

## Лимиты времени
- 660 ярдов — 1:10
- 5000 м — 9:25
- 20 км — 40:0
- 100 км — 3:15:0
- Спринт — 1:45
- Тандем — 4:0
- командная гонка преследования — нет

## Страны

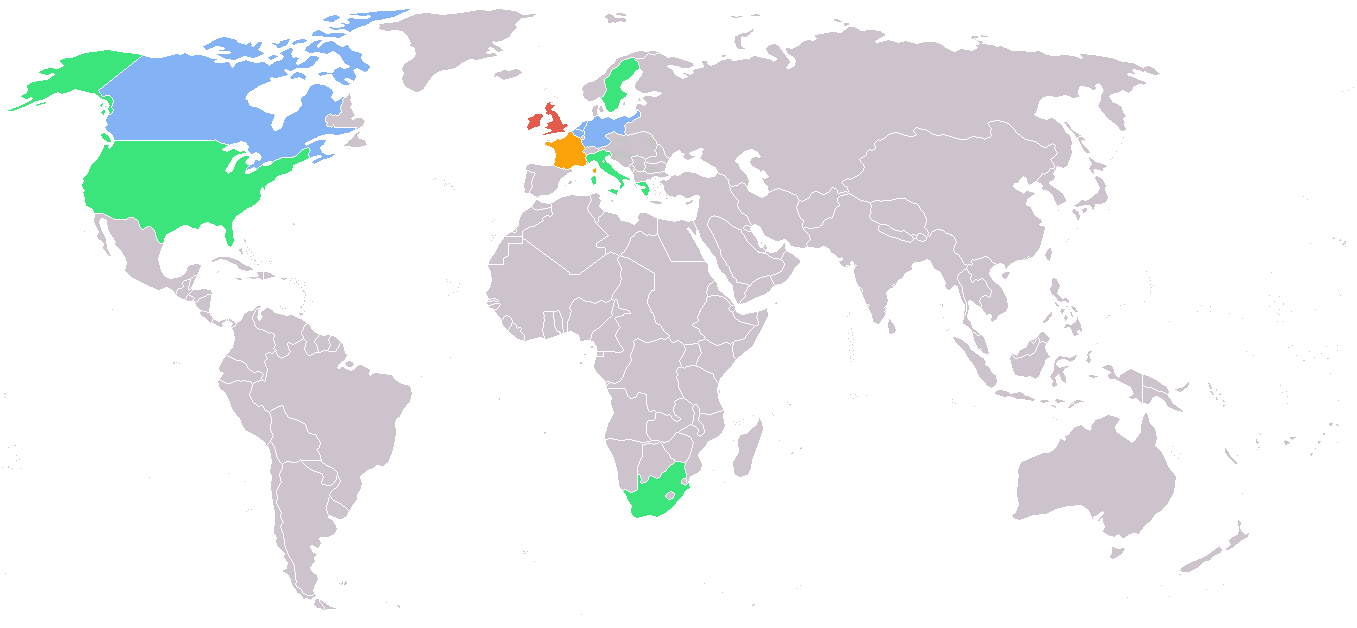
Участвующие в велоспорте страны:
— зелёный: менее 5 атлетов;
— голубой: 5-9 атлетов;
— оранжевый: 10-25 атлетов;
— красный: более 25 атлетов.

В соревнованиях по велоспорту участвовали 97 спортсменов из 11 стран:

В скобках указано количество спортсменов
- Бельгия (6)
- Великобритания (36)
- Германия (9)
- Греция (1)
- Италия (4)
- Канада (5)
- Нидерланды (5)
- США (2)
- Франция (23)
- Швеция (2)
- Южная Африка (4)